# Bālā Maḩalleh-ye Nālkīāshar
Bālā Maḩalleh-ye Nālkīāshar är en ort i Iran.   Den ligger i provinsen Gilan, i den norra delen av landet, 210 km nordväst om huvudstaden Teheran. Antalet invånare är 212.
Terrängen runt Bālā Maḩalleh-ye Nālkīāshar är platt åt nordost, men åt sydväst är den kuperad. Runt Bālā Maḩalleh-ye Nālkīāshar är det mycket tätbefolkat, med 1 018 invånare per kvadratkilometer. Närmaste större samhälle är Lāhījān, 11,2 km väster om Bālā Maḩalleh-ye Nālkīāshar. I omgivningarna runt Bālā Maḩalleh-ye Nālkīāshar växer i huvudsak blandskog.